# モノフルオロ酢酸
モノフルオロ酢酸（モノフルオロさくさん）は化学式C2H3FO2の化学物質で、カルボン酸の一種である。フルオロ酢酸（fluoroacetic acid）、gifblaar poison とも呼ばれる。
酢酸のメチル基を構成する水素の1つが、フッ素原子に置き換わったものである。
日本では毒物及び劇物取締法（毒劇法）により、特定毒物に指定される物質である。

## 毒性
フッ素の原子半径は小さいため、モノフルオロ酢酸は酢酸と間違えられて好気性代謝（酸素呼吸）の経路に取り込まれる。やがてフルオロクエン酸へと変換を受け、これが細胞の主たるエネルギー生産手段であるクエン酸回路を阻害、結果としてその生物を死に至らしめる。
この毒性は、上記代謝に依存する生物であれば動物、植物を問わない。

## 用途
モノフルオロ酢酸ナトリウム（別名：1080）が殺鼠剤に、モノフルオロ酢酸アミドが殺虫剤に使われる。
いずれもモノフルオロ酢酸の単体と同様、上記の法律で特定毒物に指定されている。

## 所在
南半球を中心に、モノフルオロ酢酸塩（カリウム塩）を含む有毒植物が産する。別名の由来となった gifblaar (カイナンボク科、学名：Dichapetalum cymosum) は、南アフリカ等のアフリカ南部産の有毒植物である。この植物の周囲の土壌には上述の物質が含まれるため、他の植物は全く生育できず、土が剥き出しになるほどである。有機フッ素化合物が天然に存在する数少ない例の一つである。

## 関連する物質
- モノフルオロ酢酸ナトリウム
- モノフルオロ酢酸アミド
- トリフルオロ酢酸
- ジフルオロ酢酸
- 酢酸
- フッ素
- クロロ酢酸
- ヨード酢酸
- ブロモ酢酸